# Svend Pri
Svend Pri (Copenhague, 10 de marzo de 1946-Copenhague, 8 de junio de 1983) fue un deportista danés que compitió en bádminton, en las modalidades individual y dobles.
Ganó una medalla de plata en el Campeonato Mundial de Bádminton de 1977 y dos medallas en el Campeonato Europeo de Bádminton, plata en 1974 y bronce en 1980.

## Palmarés internacional
| Campeonato Mundial | Campeonato Mundial      | Campeonato Mundial | Campeonato Mundial |
| Año                | Lugar                   | Medalla            | Prueba             |
| ------------------ | ----------------------- | ------------------ | ------------------ |
| 1977               | Malmö (Suecia)          | Medalla de plata   | Individual         |
| Campeonato Europeo |                         |                    |                    |
| Año                | Lugar                   | Medalla            | Prueba             |
| 1974               | Viena (Austria)         | Medalla de plata   | Dobles             |
| 1980               | Groninga (Países Bajos) | Medalla de bronce  | Individual         |